# Dobříš (nádraží)
Dobříš je železniční stanice v severovýchodní části města Dobříš v okrese Příbram ve Středočeském kraji nedaleko soustavy dobříšských rybníků na Trnovském potoce. Leží na neelektrizované trati 210 Praha – Vrané nad Vltavou – Čerčany/Dobříš, ve vzdálenosti asi jednoho a půl kilometru od městského autobusového nádraží.

## Historie
22. září 1897 otevřela společnost Místní dráha Čerčany-Modřany-Dobříš trať z Modřan u Prahy, přes Vrané nad Vltavou do Dobříše budované zejména kvůli dopravě dřeva a kamene z dobříšského a konopišťského panství. Společnost původně vznikla pro železniční obsluhu modřanského cukrovaru. Nově postavené nádraží zde vzniklo jako koncová stanice, dle typizovaného stavebního vzoru.
Roku 1900 došlo k dokončení a zprovoznění úseku trati ze Skochovic u Vraného do Čerčan, kudy od roku 1871 procházela společnosti Dráhy císaře Františka Josefa (KFJB) spojující Vídeň, České Budějovice a Prahu. Provoz na trati zajišťovaly od zahájení Císařsko-královské státní dráhy, po roce 1918 Československé státní dráhy. K 1. lednu 1925 byla trať zestátněna.

## Popis
Jedná se o koncovou stanici neelektrifikované jednokolejné trati. Nachází se zde tři jednostranná nekrytá nástupiště, k příchodu na nástupiště slouží přechody přes koleje. Roku 2017 byla dokončena rekonstrukce staniční budovy.